# Objecte
|  | Per a altres significats, vegeu «Objecte (desambiguació)». |

Un objecte és un ens limitat amb una funció precisa i que pot definir-se per mitjà de les relacions externes amb el seu medi. Té dimensions concretes i és construït per matèria potencialment perceptible alhora pels sentits del tacte i de la vista. Pel que fa a l'origen, generalment s'associa a la fabricació humana. En general, no s'anomena "objecte" a entitats o organismes amb vida.
Per extensió, un objecte pot ser qualsevol representació realitzada per mitjà d'un medi artificial. No es consideren objectes, per exemple, una muntanya, que no té una funció específica, ni tampoc l'aigua del mar, que no té un límit definit, ni l'olor d'una flor, no perceptible pel tacte ni la vista.
L'Organització Internacional de Normalització (ISO) té un punt de vista més general, de fet, és el més general possible, sobre el concepte d'objecte. En la norma ISO 10178-1, un objecte es defineix com a tot el que es pot percebre o dissenyar. Seguint aquesta definició, els objectes poden ser imaginaris (per exemple el déu Zeus, el país anomenat Xauxa) o reals, que al seu torn poden ser materials (com una persona o una pedra) o immaterials (com l'electromagnetisme o l'amor).